# Цейтлин, Фрома
Фрома Цейтлин (англ. Froma Zeitlin; род. 5 сентября 1933) — американский антиковед. Специализируется на древнегреческой литературе и культуре. Использует, в том числе, гендерную терминологию. Работы Цейтлин, посвященные новым подходам к греческой трагедии, считаются весьма влиятельными.
Член Американской академии наук и искусств (2001), эмерит-профессор Принстона. Отмечена принстонской Howard T. Behrman Award for Distinguished Achievement in the Humanities (1996).

## Биография
Окончила Радклиффский колледж (бакалавр).
Получила PhD в 1970 году в Колумбийском университете. С 1976 по 2010 год преподавала в Принстоне, в 1996—2005 гг. - иудаику, ныне там эмерит-именной профессор (Ewing Professor). Почётный доктор Принстона (2016).

## Личная жизнь
Мать учёных Йонатана (экономическая история) и Юдит (китайская литература) Цейтлин.

## Избранные труды
Авторства Цейтлин
- The Ritual World of Greek Tragedy. Ann Arbor 1973
- Under the Sign of the Shield: Semiotics and Aeschylus’ Seven against Thebes. Lanham 1982. 2nd Ed, Lanham 2009. ISBN 9780739125892
- Playing the Other. Gender and Society in Classical Greek Literature. Chicago 1996. ISBN 0-22697922-9

В соавторстве
- Nothing to do with Dionysos? Athenian Drama in Its Social Context. Princeton 1990. ISBN 0-691-06814-3
- Jean-Pierre Vernant: Mortals and Immortals. Collected Essays. Princeton 1991. ISBN 0-691-06831-3
- Before Sexuality: The Construction of Erotic Experience in the Ancient Greek World. Princeton 1991. ISBN 9780691002217